# As Strangers We Depart
As Strangers We Depart (englisch Als Fremde gehen wir fort) ist ein Album der Epic-Doom-Band Cross Vault.

## Geschichte
As Strangers We Depart entstand vornehmlich durch den Gitarristen G. Das Schreiben des ersten Materials begann er im Jahr 2016. Aus den Ideen entstand ungeplant immer weitere Stücke. Irgendwann beschloss die Band, dass er das Album „fertigstellen sollte“. Der Rest der Band, insbesondere B. half das Material zu arrangieren. B. und G. probten im Winter 2019 in „einige magische Sessions“. Wie die EP Miles to Take im Jahr 2016 kooperierte Cross Vault mit Iron Bonehead Productions zur Veröffentlichung des Albums.

## Titelliste
1. Golden Mending: 8:43
2. The Unknown Rewinds:7:40
3. Gods Left Unsung: 6:39
4. Other Rivers: 7:21
5. Ravines: 1:29
6. As Strangers We Depart: 6:47
7. Silent Wastes Untrod: 4:42

## Albuminformationen
Das am 28. Mai 2021 veröffentlichte Album enthält sieben separate Stücke, die eine Gesamtspielzeit von 43:21 Minuten haben. Das Cover, das Bild mittelalterlicher Gebäude an einem Hang in Ockertönen, wurde von Rebecca „WÆIK“ Weik gestaltet.
Auf dem Album spielt Cross Vault Epic Doom in Form eines Crossovers zwischen Traditional Doom mit epischem Viking Metal. Das Riffing wurde als „groß, melodisch und schwer, mit einem schwermütigen Ton“ beschrieben.

„Epische Riffs, elegisch-leidende Melodien, dramatische Songs zwischen SOLSTICE und WARNING, mit diesem leicht pathetischem Hang zu DOOMSWORD oder gar BATHORY. Die Gitarren, der prägnante Bass, die Drums, auch die klare und dichte Produktion – alles internationale Spitzenklasse. Die Band liefert alle Trademarks des Genres[.]“

## Wahrnehmung
As Strangers We Depart wurde international positiv aufgenommen. Als unerwartet „eindrucksvolles Epic-Doom-Werk“ wurde das Album für Vampster gelobt. „Doom-Metal-Fans jeglicher Couleur dürfte es ein leichtes sein, daran gefallen zu finden“ hieß es für das Hellfire Magazin. Als „stärkste Veröffentlichung“ der Band wurde As Strangers We Depart für Metal Invader bezeichnen, als „Werk der Reife“ der Gruppe für Popmatters. Jedes Stück des Albums sei „ein immersiver, zeitreisender Zauber, der den Hörer in ein mythisches Zeitalter zu versetzen scheint“ wurde in einer für No Clean Singing verfassten Rezension geschrieben. As Strangers We Depart sei „durchaus ambitioniert, [habe] das perfekte Maß an gediegener Langsamkeit (ohne zu trödeln) und den richtigen Schuss Melancholie.“ Das Album beinhalte „[schwermütigen] Epic-Doom zum Tranceartig in sich selbst Versinken mit emotional zentimetertief unter die Haut gehendem Wirkungspolster.“ Auch die für Grizzly Butts verfasste Rezension schloss mit einer hohen Empfehlung.